# Sireuil, Charente
Sireuil är en kommun i departementet Charente i regionen Nouvelle-Aquitaine i västra Frankrike. Kommunen ligger  i kantonen Hiersac som ligger i arrondissementet Angoulême. År 2022 hade Sireuil 1 166 invånare.

## Befolkningsutveckling
Antalet invånare i kommunen Sireuil
Referens:INSEE